# Andrzej Mercik (żołnierz)
Andrzej Mercik (ur. 4 lutego 1897 w Kawodrzy Górnej koło Częstochowy, zm. 23 maja 1986 w Gliwicach) – podoficer Wojska Polskiego w II Rzeczypospolitej, kawaler Orderu Virtuti Militari.

## Życiorys
Urodził się w rodzinie Antoniego (rolnika) i Karoliny z domu Leszczyńskiej.
Ukończył szkołę ludową po czym pracował w cegielni i kopalni węgla. W listopadzie 1918 roku uczestniczył w rozbrajaniu Niemców w Częstochowie, a w drugiej połowie tegoż miesiąca wstąpił w szeregi 27 pułku piechoty (wchodzącego w skład 7 Dywizji Piechoty). Wziął udział w wojnie polsko-bolszewickiej, podczas której wyróżnił się w dniu 25 czerwca 1920 r. w trakcie walk o Haliczany, kiedy to poprowadził brawurowy atak i zdobył okopy nieprzyjaciela, zmuszając go do ucieczki. Za ten czyn sierżant Andrzej Mercik odznaczony został Krzyżem Srebrnym Orderu Virtuti Militari. Nadanie to zostało następnie potwierdzone dekretem Wodza Naczelnego marszałka Józefa Piłsudskiego L.2648 z 28 lutego 1921 roku (opublikowanym w Dzienniku Personalnym Ministerstwa Spraw Wojskowych Nr 11 z dnia 19 marca 1921 roku). 
Po zakończeniu działań wojennych pozostał w Wojsku Polskim. Z dniem 1 kwietnia 1922 roku został awansowany do rangi starszego sierżanta. Zajmował między innymi stanowisko szefa 2 kompanii w 27 pułku piechoty, piastował również funkcję chorążego sztandaru pułkowego.
Wziął udział w walkach kampanii wrześniowej. Uczestnik pierwszej bitwy pod Tomaszowem Lubelskim, po której trafił do sowieckiej niewoli. Po ucieczce powrócił jesienią 1939 roku do Częstochowy. W czasie okupacji niemieckiej prowadził własne gospodarstwo rolne w dzielnicy Stradom. Członek konspiracyjnych Organizacji Orła Białego i Polskiego Związku Wolności. Aresztowany w roku 1940 podczas próby przekroczenia granicy, więziony był na Zawodziu. Później pracował w majątku więziennym w Grabówce, a po wojnie zarobkował pracą na roli. Był również, do czasu nacjonalizacji, współwłaścicielem wytwórni wód gazowanych.
Zmarł w Gliwicach i pochowany został na częstochowskim cmentarzu Kule (sektor: 68, rząd: 3, grób: 14). 
Żoną Andrzeja Mercika była od 1930 roku Józefa z Anzorgów (ur. 1902, zm. w 1971 r.), z którą mieli synów Stefana i Jana oraz córki Annę i Marię.

## Ordery i odznaczenia
- Krzyż Srebrny Orderu Virtuti Militari Nr 1268[4]
- Medal Pamiątkowy za Wojnę 1918–1921[5]
- Medal Dziesięciolecia Odzyskanej Niepodległości[5]